# Rachel Boston
Rachel Elizabeth Boston (Chattanooga, 9 maggio 1982) è un'attrice statunitense, divenuta nota grazie al ruolo di Ingrid nella serie televisiva Le streghe dell'East End.

## Biografia
Nata a Chattanooga, in Tennessee, è cresciuta a Signal Mountain, per poi trasferirsi a New York all'età di diciassette anni, dove ha frequentato la New York University. Nel 1999 ha rappresentato il Tennessee nel concorso nazionale Miss Teen USA, al quale si è classificata tra le prime dieci.

## Carriera
L'attrice ha recitato nella serie tv della NBC American Dreams, andata in onda dal 2002 al 2005, interpretando il personaggio di Elizabeth "Beth" Mason- Pryor, la moglie del figlio più grande della famiglia Pryor, attorno al quale è incentrata la serie. Ha poi partecipato come guest star in altre serie come The Closer, Las Vegas, The Daily Show, Curb Your Enthusiasm, Grey's Anatomy, Le regole dell'amore e Crossing Jordan.
Dopo alcuni ruoli in pilot per potenziali nuove serie poi non prodotte, nel 2008 l'attrice ha interpretato il personaggio di Daphne Bloom nella serie The Ex List della CBS, per poi comparire in un episodio di E.R. - Medici in prima linea.
Ha poi recitato nei film La rivolta delle ex, con Matthew McConaughey e Jennifer Garner, e (500) giorni insieme, con Joseph Gordon-Levitt e Zooey Deschanel. Nei primi mesi del 2011 è entrata nel cast della serie tv In Plain Sight - Protezione testimoni, dove interpreta Abigail Chaffee, una detective di polizia di Albuquerque, fidanzata di Marshall Mann (Frederick Weller).

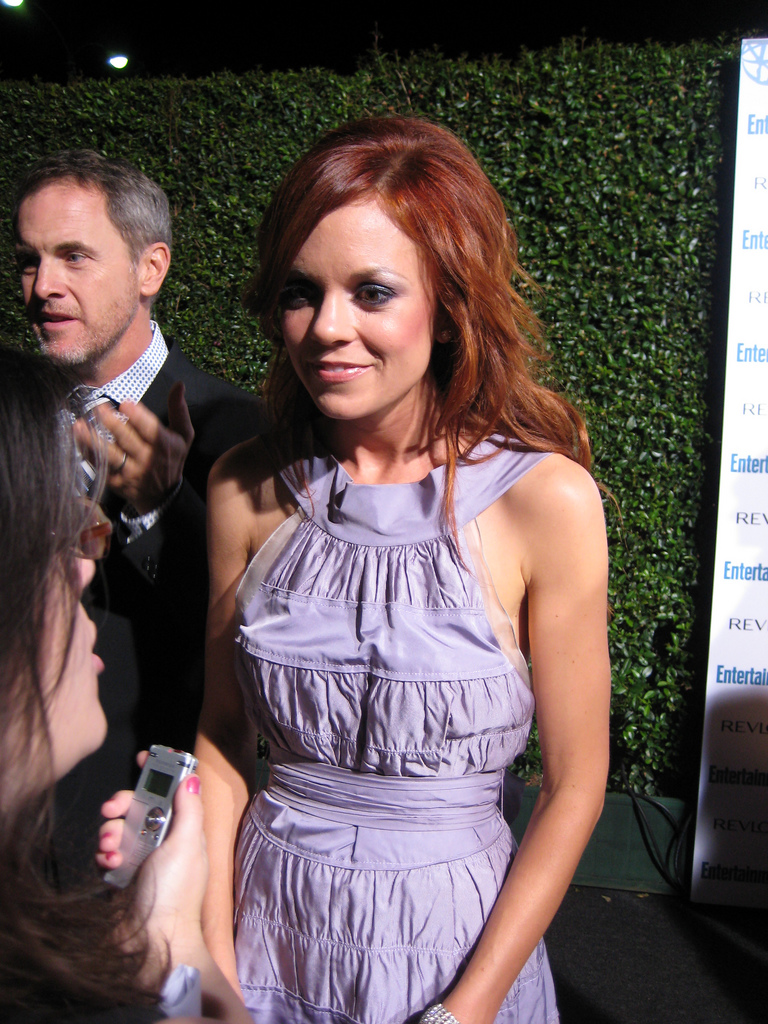
Rachel Boston al Party di Entertainment Weekly al Post Office di Beverly Hills, il 20 settembre 2008

Per il suo ruolo di protagonista assieme all'attore Noah Bean nel film indipendente The Pill - La pillola del giorno dopo, l'attrice ha ottenuto apprezzamenti dalla critica a diversi festival cinematografici, conquistando anche il premio come miglior attrice al San Diego Film Festival, il premio Stargazer al Gen Art Film Festival e il premio artista emergente al Big Apple Film Festival.
Rachel Boston è anche stata produttrice esecutiva del film Black Marigolds, in cui recita nuovamente al fianco di Noah Bean.
Nel 2012, l'attrice ha recitato nel film It's a Disaster, venendo poi scelta come una delle protagoniste della serie tv fantasy-drammatica di Lifetime Le streghe dell'East End, basata sul romanzo omonimo di Melissa de la Cruz. In seguito è entrata nel cast del film Un anello a primavera, una commedia romantica diretta da Kristoffer Tabori.

## Filmografia

### Cinema
- Fifty Pills, regia di Theo Avgerinos (2006)
- (500) giorni insieme ((500) Days of Summer), regia di Marc Webb (2009)
- La rivolta delle ex (Ghosts of Girlfriends Past), regia di Mark Waters (2009)
- The Pill - La pillola del giorno dopo (The Pill), regia di J.C. Khoury (2011)

### Televisione
- Andy Dick Show - serie TV, 1 episodio (2001)
- American Dreams - serie TV, 50 episodi (2002-2005)
- The Closer - serie TV, 1 episodio (2005)
- Love, Inc. - serie TV, 1 episodio (2005)
- The Loop - serie TV, episodio 1x02 (2006)
- NCIS - Unità anticrimine (NCIS: Naval Criminal Investigative Service) – serie TV, episodio 4x05 (2006)
- Settimo cielo (7th Heaven) - serie TV, episodi 11x02, 11x03 e 11x04 (2006)
- Grey's Anatomy - serie TV, episodio 3x13 (2007)
- Crossing Jordan - serie TV, episodio 6x05 (2007)
- Le regole dell'amore (Rules of Engagement) - serie TV, episodio 2x01 (2007)
- Las Vegas - serie TV, episodio 5x03 (2007)
- Curb Your Enthusiasm - serie TV, episodio 6x08 (2007)
- E.R. - Medici in prima linea (ER) - serie TV, episodio 14x11 (2008)
- The Ex List - serie TV, 13 episodi (2008-2009)
- The Cleaner - serie TV, episodio 2x05 (2009)
- Eastwick - serie TV, episodio 1x04 (2009)
- Incinta per caso (Accidentally on Purpose) - serie TV, episodio 1x17 (2010)
- Castle - serie TV, episodio 3x02 (2010)
- Mad Love - serie Tv, episodi 1x01 e 1x06 (2011)
- In Plain Sight - Protezione testimoni (In Plain Sight) - serie TV, 16 episodi (2011-2012)
- Le streghe dell'East End (Witches of East End) – serie TV, 23 episodi (2013-2014)
- Il sogno di una vita (Ice Sculpture Christmas), regia di David Mackay (2015) - film TV
- Fermate il matrimonio! (Stop the Wedding), regia di Anne Wheeler – film TV (2016)
- Una rosa per Natale (A Rose for Christmas), regia di Kevin Fair – film TV (2017)
- Natale ad Angel Falls (Christmas in Angel Falls), regia di Bradley Walsh – film TV (2017)
- Natale in Tennessee (A Christmasin Tennessee), regia di Gary Yates – film TV (2018)
- La damigella perfetta (The Last Bridesmaid), regia di Mark Jean - film TV (2019)
- Il natale di Julia (Check Inn to Christmas), regia di Sam Irvin - film TV (2020)
- La giostra dell'amore (A Christmas Carousel), regia di Don McCutcheon - film TV (2020)
- Natale a Biltmore (A Biltmore Christmas), regia di John Putch - film TV (2023)

## Doppiatrici italiane
Nelle versioni in italiano delle opere in cui ha recitato, Rachel Boston è stata doppiata da:
- Federica De Bortoli in The Ex List, The Closer, Il sogno di una vita
- Chiara Gioncardi in Castle, Il dono dell'imprevedibile, Natale ad Angel Falls
- Emanuela Damasio ne Il natale di Julia, Una rosa per Natale
- Ilaria Latini in In Plain Sight, La rivolta delle ex
- Emanuela D'Amico in Grey's Anatomy
- Francesca Manicone ne Le streghe dell'East End
- Domitilla D'Amico in Un anello a primavera
- Giovanna Nicodemo ne La damigella perfetta
- Eleonora Reti in Natale in Tennessee
- Rossella Acerbo in American Dreams
- Eleonora De Angelis in Settimo cielo